# Liste chronologique de casse-briques
Le casse-briques est un type de jeu vidéo. Il s'agit d'une évolution de Pong apparue en 1976 avec Breakout d'Atari. Le joueur dirige une barre (qui symbolisait une raquette dans Pong) sur un axe horizontal au bas de l'écran et doit repousser une bille vers le haut de l'écran afin de détruire des briques.
Après le succès de Breakout, de très nombreux clones seront produits par les sociétés de jeux vidéo.
Le genre connait un second souffle avec les succès d’Arkanoid en 1986.
Attention, cette liste n'est pas exhaustive.

## Années 1970
| Année | Titre          | Développeur | Plate-forme (originale — adaptation)                             | Région        |
| ----- | -------------- | ----------- | ---------------------------------------------------------------- | ------------- |
| 1976  | Breakout       | Atari       | Arcade — Video Pinball, Atari 2600, Atari 5200, DOS, PlayStation | JP / AN / EUR |
| 1978  | Super Breakout | Atari       | Arcade — téléphone mobile, iPhone                                | JP / AN / EUR |

## Années 1980
| Année | Titre                     | Développeur                                    | Plate-forme (originale — adaptation) | Région        |
| ----- | ------------------------- | ---------------------------------------------- | --- | ------------- |
| 1980  | Circus Atari              | Atari                                          | Atari 2600 | AN            |
| 1983  | Bachelor Party            | Mystique                                       | Atari 2600 | AN / EUR      |
| 1986  | Arkanoid                  | Taito                                          | Arcade — Amiga, Amstrad CPC, Apple II, Atari 8-bit, Atari ST, BBC Micro, Commodore 64, DOS, Mac OS, MO5, MSX, NES, Super Nintendo, TRS-80, ZX Spectrum | JP / AN / EUR |
| 1986  | Crackout                  | Konami                                         | Famicom Disk System — NES | JP / EUR      |
| 1987  | Act Out                   | BSG Cologne                                    | Amiga | EUR           |
| 1987  | Amegas                    | reLINE Software                                | Amiga | AN / EUR      |
| 1987  | Arkanoid: Revenge of Doh  | Taito                                          | Arcade — Amiga, Amstrad CPC, Apple II, Atari ST, Commodore 64, DOS, Famicom, MSX2, X68000, ZX Spectrum                                                 | JP / AN / EUR |
| 1987  | Ball Raider               | Golden Gate Software                           | Amiga | EUR           |
| 1987  | Batty                     | Elite                                          | Commodore 64, ZX Spectrum, Amstrad CPC | EUR           |
| 1987  | Block Buster              |                                                | Amiga |               |
| 1987  | Block Gal                 |                                                | Arcade |               |
| 1987  | Bolo                      |                                                | Atari ST |               |
| 1987  | Bouncer                   | Incredible Trio                                | Amiga |               |
| 1987  | Break!                    | Diamond Software                               | Amiga |               |
| 1987  | The Breaker               |                                                | Amstrad CPC, ZX Spectrum |               |
| 1987  | Detonator                 | Creative Vision                                | Amiga |               |
| 1987  | Impact                    |                                                | Acorn Electron, Amiga, BBC Micro, Amstrad CPC, Commodore 64, Atari ST, ZX Spectrum, IBM PC                                                             |               |
| 1987  | Krakout (en)              | Gremlin Graphics Software                      | Commodore 64, ZX Spectrum, Amstrad CPC, MSX | JP / EUR      |
| 1987  | Pulsoid                   |                                                | Commodore 64, ZX Spectrum, Amstrad CPC |               |
| 1987  | Quester (en)              | Namco                                          | Arcade | JP            |
| 1988  | Addicta Ball              |                                                | MSX, Amiga, Commodore 64, Atari ST, ZX Spectrum |               |
| 1988  | Ataroid                   |                                                | Atari 8-bit |               |
| 1988  | Ball-Blasta               |                                                | Commodore 64 |               |
| 1988  | Ball Raider II            | The Incredible Trio                            | Amiga | AN / EUR      |
| 1988  | Blockbuster               | Audiogenic                                     | Amiga |               |
| 1988  | Break It                  |                                                | Atari 8-bit |               |
| 1988  | Break Out II              |                                                | Atari 8-bit |               |
| 1988  | Crack                     | Linel                                          | Amiga |               |
| 1988  | Crillion                  |                                                | Commodore 64 |               |
| 1988  | Crystal Hammer            | reLINE Software                                | Amiga |               |
| 1988  | Giganoid                  | Swiss Computer Arts                            | Amiga |               |
| 1988  | Hallax                    |                                                | Commodore 64 |               |
| 1988  | Meganoid                  |                                                | Amiga |               |
| 1988  | PopCorn                   | Christophe Lacaze, Frédérick Raynal (freeware) | IBM PC | EUR           |
| 1988  | Ricochet                  |                                                | Amstrad CPC, Commodore 64, ZX Spectrum |               |
| 1988  | TRAZ (en)                 | Cascade Games                                  | Commodore 64, ZX Spectrum |               |
| 1988  | Virus: The Breakout Error |                                                | Commodore 64 |               |
| 1989  | Alleyway                  | Nintendo EAD                                   | Game Boy | JP / AN / EUR |
| 1989  | Bananoid                  |                                                | IBM PC |               |
| 1989  | Breakthru                 |                                                | Atari 8-bit |               |
| 1989  | The Brick                 |                                                | Amstrad CPC, ZX Spectrum |               |
| 1989  | Crack-Up                  |                                                | Acorn Electron, Amstrad CPC, Atari 8-bit, BBC Micro, Commodore 64, ZX Spectrum                                                                         |               |
| 1989  | Exploding Wall            |                                                | Amstrad CPC, Atari 8-bit, Commodore 64, ZX Spectrum |               |
| 1989  | Hyperball                 |                                                | Acorn Electron, BBC Micro | EUR           |
| 1989  | Krypton Egg (en)          | Kral Bros.                                     | Amiga, Atari ST — IBM PC, iPhone |               |
| 1989  | Snoball in Hell           |                                                | Amstrad CPC, Commodore 64, ZX Spectrum |               |
| 1989  | Super Ball                |                                                | Atari 8-bit |               |
| 1989  | Titan                     |                                                | Amstrad CPC, Commodore 64, IBM PC, ZX Spectrum |               |

## Années 1990
| Année | Titre                  | Développeur                                | Plate-forme (originale — adaptation) | Région        |
| ----- | ---------------------- | ------------------------------------------ | ------------------------------------ | ------------- |
| 1990  | Jail Break             | Odyssey Software                           | Amiga                                |               |
| 1991  | Ball-Cracker           |                                            | Atari 8-bit                          |               |
| 1991  | Block Block            | Capcom                                     | Arcade                               |               |
| 1991  | Crasher                |                                            | Commodore 64                         |               |
| 1992  | Aquanoid               | Karsten Finger, Stefan Heineke (shareware) | MS-DOS                               | JP / AN / EUR |
| 1992  | Block Carnival         | Visco                                      | Arcade                               |               |
| 1992  | Crystball              | Travellmate                                | Watara Supervision                   |               |
| 1992  | Bunny Bricks           | Silmarils                                  | Amiga                                |               |
| 1992  | Plexnoid               |                                            | Commodore 64                         |               |
| 1992  | TecnoballZ             | TLK Games                                  | Amiga                                |               |
| 1992  | Twin Squash            | Sega                                       | Arcade                               |               |
| 1994  | Blocken                |                                            | Arcade                               |               |
| 1994  | Electranoid            | Pixel Painters                             | DOS                                  |               |
| 1994  | Zig Zag Cat            | Den'z                                      | Super Famicom                        | JP            |
| 1995  | Kirby's Block Ball     | HAL Laboratory                             | Game Boy                             | JP / AN / EUR |
| 1995  | Mega Ball              |                                            | Amiga                                |               |
| 1996  | Bal Cube               | Metro                                      | Arcade                               | [ 17 ]        |
| 1996  | Breakout 2000          | MP Games                                   | Jaguar                               |               |
| 1996  | Cybersphere            | Clay Hellman                               | Amiga, MS-DOS                        |               |
| 1996  | DX-Ball                | Michael P. Welch (freeware)                | Windows                              | JP / AN / EUR |
| 1996  | Time Breaker           |                                            | Windows                              |               |
| 1996  | Winbrick 96            | Soft & Fun                                 | Windows                              |               |
| 1997  | Arkanoid: Doh it Again | Taito                                      | Super Nintendo                       |               |
| 1997  | Arkanoid Returns       | Taito                                      | Arcade, PlayStation                  |               |
| 1997  | Mecanoid 97            | Sybex                                      | Windows                              |               |
| 1997  | Pop'n Bounce           | SNK                                        | MVS                                  |               |
| 1998  | DX-Ball 2              | Longbow Digital Arts                       | Windows                              | AN / EUR      |

## Années 2000
| Année | Titre                | Développeur              | Plate-forme (originale — adaptation)                          | Région        |
| ----- | -------------------- | ------------------------ | ------------------------------------------------------------- | ------------- |
| 2004  | Block Breaker Deluxe | Gameloft                 | Téléphone mobile, iPod, N-Gage, Windows, Wii (téléchargement) |               |
| 2006  | Break 'Em All (en)   | Warashi                  | Nintendo DS                                                   | JP / AN / EUR |
| 2004  | Super DX-Ball        | Longbow Digital Arts     | Windows                                                       | AN / EUR      |
| 2006  | LBreakout            | Michael Speck (freeware) | Linux                                                         | JP / AN / EUR |
| 2007  | Arkanoid DS          | Taito                    | Nintendo DS                                                   |               |
| 2007  | Nervous Brickdown    | Arkedo                   | Nintendo DS                                                   | AN / EUR      |
| 2009  | Magic Orbz (en)      | Creat Studios            | PlayStation 3, Windows (téléchargement)                       |               |
| 2009  | Shatter              | Sidhe                    | PlayStation 3, Windows (téléchargement)                       | AN / EUR      |
| 2009  | Reflect Missile      | Q-Games                  | DSiWare                                                       |               |